# Patelloida latistrigata
Patelloida latistrigata is een slakkensoort uit de familie van de Lottiidae. De wetenschappelijke naam van de soort is voor het eerst geldig gepubliceerd in 1865 door Angas.